# Philippe Lippens
 (août 2009).
Si vous disposez d'ouvrages ou d'articles de référence ou si vous connaissez des sites web de qualité traitant du thème abordé ici, merci de compléter l'article en donnant les références utiles à sa vérifiabilité et en les liant à la section « Notes et références ».
Pour les articles homonymes, voir Lippens.
Le comte Philippe Auguste Hubert M. G. Lippens (né le 29 septembre 1910 à Gand et mort le 28 février 1989 à Bruxelles) est un fonctionnaire international et archéologue belge. Il est licencié en science politique et sociologie à l'Institut oriental de l’université catholique de Louvain. Commandant de réserve de l'armée belge, il a également participé aux mission de l'ONU en Palestine et a été administrateur du Groupe A.G..

## Biographie
Alors qu'il est en mission pour les Nations unies en Palestine pour préparer l'indépendance des futurs États israéliens et palestiniens, il se sent désœuvré. Il prend contact avec des officiers britanniques de la Légion arabe et entreprend, en accord avec Gerald Lankester Harding et Roland de Vaux, de rechercher au bord de la mer Morte la grotte de Qumrân située alors en Transjordanie et où furent découverts deux ans plus tôt les manuscrits de la mer Morte. Mandaté par l'université catholique de Louvain, il participe à une expédition de fouilles sur le site en 1953. Les participants à cette expédition ont été, entre autres, St. John Philby, le chanoine Gonzague Ryckmans et Jacques Ryckmans, professeurs à l’université catholique de Louvain. Entre-temps, il participe en 1951-1952 à une expédition scientifique et archéologique en Arabie centrale.

## Décorations
- Chevalier de l'ordre de Léopold
- Chevalier de l'ordre de Léopold II